# Frances Goodrich
Frances Goodrich-Hackett (* 21. Dezember 1890 in Belleville, New Jersey, USA; † 29. Januar 1984 in New York City, New York, USA) war eine US-amerikanische Drehbuch- und Theaterautorin sowie Theaterschauspielerin.

## Leben
Frances Goodrich begann ihre Karriere ab 1916 zunächst als Schauspielerin am Broadway, war jedoch kaum erfolgreich. Ebenso schien zunächst auch ihr Privatleben zu verlaufen.
So heiratete sie am 3. Mai 1917 den Filmschauspieler Robert Ames, von dem sie sich 1923 scheiden ließ. Am 11. Oktober 1927 trat sie mit dem gebürtigen niederländischen Schriftsteller Hendrik Willem van Loon vor den Traualtar. Bereits nach zwei Ehejahren erfolgte 1929 die Scheidung. Zunächst wollte Goodrich nicht erneut heiraten, bis sie Ende der 1920er Jahre den Drehbuchautor Albert Hackett kennenlernte. Obwohl Hackett zehn Jahre jünger als Goodrich war, heirateten beide am 7. Februar 1931.
Mit Hackett als Partner begann Goodrich für MGM zu arbeiten. Wurde Goodrich ein Filmprojekt angeboten, beteiligte sich Hackett als Co-Autor, und umgekehrt. Sie arbeiteten an jedem Film zusammen und wurden so im Lauf der Zeit viermal gemeinsam für den Oscar in der Kategorie Bestes adaptiertes Drehbuch nominiert. Eine Goldstatue blieb den beiden jedoch stets verwehrt.
Auch schrieben beide Bühnen- und Theaterstücke. So adaptierten sie das Tagebuch der Anne Frank in das am Broadway zur Aufführung gebrachte Theaterstück, welches in den heute noch bekannten Spielfilm von 1959 adaptiert wurde. Ihre Arbeit wurde sowohl mit dem Tony Award als auch dem Pulitzer-Preis geehrt.
1962 schrieben beide mit Five Finger Exercise ihren letzten Film, und zogen sich danach ins Privatleben zurück. Frances Goodrich erkrankte an Lungenkrebs, an dem sie 1984, im Alter von 93 Jahren, starb. Ihre 53 Jahre lang währende Ehe mit Hackett blieb kinderlos.

## Filmografie (Auswahl)
- 1933: The Secret of Madame Blanche
- 1934: Zwei Herzen auf der Flucht (Fugitive Lovers)
- 1934: Der dünne Mann (The Thin Man)
- 1934: Hide-Out
- 1935: Tolle Marietta (Naughty Marietta)
- 1935: Ah, Wilderness!
- 1936: Kleinstadtmädel (Small Town Girl)
- 1936: Rose-Marie
- 1936: Dünner Mann, 2. Fall (After the Thin Man)
- 1937: Tarantella (The Firefly)
- 1939: Dünner Mann, 3. Fall (Another Thin Man)
- 1944: Die Träume einer Frau (Lady in the Dark)
- 1944: The Hitler Gang
- 1946: Ist das Leben nicht schön? (It’s A Wonderful Life)
- 1946: Der Mann aus Virginia (The Virginian)
- 1948: Osterspaziergang (Easter Parade)
- 1948: Der Pirat (The Pirate)
- 1949: Damals im Sommer (In the Good Old Summertime)
- 1950: Vater der Braut (Father of the Bride)
- 1951: Ein Geschenk des Himmels (Father’s Little Dividend)
- 1951: Zu jung zum Küssen (Too Young to Kiss)
- 1953: Eine Chance für Suzy (Give a Girl a Break)
- 1954: Eine Braut für sieben Brüder (Seven Brides for seven Brothers)
- 1959: Das Tagebuch der Anne Frank (The Diary of Anne Frank)
- 1958: Ein gewisses Lächeln (A Certain Smile)
- 1980: Das Tagebuch der Anne Frank (The Diary of Anne Frank) (Fernsehfilm)

## Auszeichnungen
- 4 Oscar-Nominierungen
  - 1935: Der dünne Mann (The Thin Man)
  - 1937: Dünner Mann, 2. Fall (After the Thin Man)
  - 1951: Vater der Braut (Father of the Bride)
  - 1955: Eine Braut für sieben Brüder (Seven Brides for Seven Brothers)
- 8 WGA-Award-Nominierungen, davon fünfmal ausgezeichnet
- Pulitzer-Preis, für: The Diary of Anne Frank
- Tony Award, für: The Diary of Anne Frank